# Інтерсіті+ (Київ — Харків)
Інтерсíті+ (Київ — Харків) — денні швидкісні поїзди № 724/723, № 726/725, № 720/719 сполученням «Київ—Харків». Рейси виконуються зазвичай складом HRCS2. Протяжність маршруту складає 489 км.

## Інтерсіті+ (поїзд №724/723)
Інтерсíті+ № 724/723 — перший маршрут УЗШК у внутрішньому сполученні.

### Історія
2 квітня 2012 року поїзд вирушив у перший рейс. Складався з вагонів МПЛТ.
1 червня 2014 року змінив номер на № 724/723.
З 22 листопада 2014 року поїзд почав курсувати щодня.
З 18 березня по 25 вересня 2020 не курсував через COVID-19, але потім відновив повне курсування. На день Незалежності поїзд призначався як додатковий.

### Інформація про курсування
Розклад руху потягу на 2024 рік (вказано за місцевим часом):
| Час прибуття | Зупинка | Час відправлення | Станція | Час прибуття | Зупинка | Час відправлення |
| -            | -       | 15:43            | Київ    | 22:08        | -       | -                |
| 20:47        | -       | -                | Харків  | -            | -       | 17:02            |
| ------------ | ------- | ---------------- | ------- | ------------ | ------- | ---------------- |

## Інтерсіті+ (поїзд №726/725)
Інтерсíті+ № 726/725 — другий маршрут УЗШК у внутрішньому сполученні.

### Історія
Дуже давно курсував денний швидкий потяг категорії «Столичний експрес» під № 164/163 таким самим рейсом[джерело?]. До електрифікації ділянки Люботин — Полтава потяг курсував під тепловозом.
27 травня 2012 року у Києві урочисто відкрили новий денний швидкий залізничний маршрут фірмового швидкісного поїзда «Інтерсіті+» № 164/163 Київ — Харків. Точніше змінили рухомий склад (з вагонів локомотивної тяги на електропотяг), перевізника з ПЗ на УЗШК. Разом із ним в перший рейс вирушив електропотяг Інтерсіті № 170/169 на Львів.
На 13 по 20 лютого 2014 року потяг змінив склад: замість електропотягів HRCS2 курсував склад EJ 675.
1 червня 2014 року змінив номер на № 726/725.
З 18 березня по 1 червня 2020 не курсував через COVID-19, але потім відновив повне курсування.

### Інформація про курсування
Розклад руху потягу на 2021 рік (вказано за місцевим часом):
| Час прибуття | Зупинка | Час відправлення | Станція | Час прибуття | Зупинка | Час відправлення |
| -            | -       | 18:03            | Київ    | 12:19        | -       | -                |
| 22:50        | -       | -                | Харків  | -            | -       | 08:56            |
| ------------ | ------- | ---------------- | ------- | ------------ | ------- | ---------------- |

## Інтерсіті (поїзд №720/719)
Інтерсіті+ № 720/719 — швидкий потяг 1-го класу категорії Інтерсіті № 719/720 сполученням Харків — Київ. На потяг є можливість придбати електронний квиток.

### Історія
4 листопада 2016 року «Укрзалізниця» призначила новий потяг № 720/719 за маршрутом Харків — Вінниця з графіком курсування щодня крім вівторка. У порівнянні з нічним швидким фірмовим потягом № 112/111 «Слобожанщина» Львів — Харків потяг № 797/798 долає маршрут за 8 годин. Обслуговував EJ675.
28 липня 2017 року маршрут скорочено до Києва.
В січні 2019 обслуговували 5 вагонів локомотивної тяги.
13 лютого 2019 року потяг змінив перевізника з УЗШК на ЛВЧД-1 Харків і 9 вагонів (замість 5-ти).
З 15 лютого по 15 березня 2020 року потяг курсував з Харкова щодня (зазвичай крім середи і неділі), а з Києва також щодня (зазвичай крім вівторка і суботи).
18 березня 2020 року був скасований через пандемію COVID-19, рух досі не відновили.
Потяг буде відновлено, коли відремонтують електропотяги EJ 675.
З Києва на 5 та 8 березня 2021 року, з Харкова — 6 та 9 березня 2021 року відновили рейси, але курсуватиме частіше набагато, коли відремонтують електропотяги EJ 675.

### Інформація про курсування
Експлуатант — Південна залізниця. На шляху прямування потяг зупинявся на 7 станціях: Дарниця, Бориспіль, Гребінка, Лубни, Ромодан, Миргород та Полтава.
Розклад руху потягу до відміни через COVID-19:
| Час прибуття | Зупинка | Час відправлення | Станція   | Час прибуття | Зупинка | Час відправлення |
| -            | -       | 17:30            | Київ      | 11:10        | -       | -                |
| 17:49        | 2       | 17:51            | Дарниця   | 10:51        | 2       | 10:53            |
| 18:06        | 2       | 18:08            | Бориспіль | 10:34        | 2       | 10:36            |
| 19:04        | 4       | 19:08            | Гребінка  | 09:40        | 2       | 09:42            |
| 19:28        | 2       | 19:30            | Лубни     | 09:17        | 2       | 09:19            |
| 19:49        | 2       | 19:51            | Ромодан   | 08:55        | 2       | 08:57            |
| 20:09        | 2       | 20:11            | Миргород  | 08:29        | 6       | 08:35            |
| 21:03        | 2       | 21:05            | Полтава   | 07:36        | 3       | 07:39            |
| 22:38        | -       | -                | Харків    | -            | -       | 05:56            |
| ------------ | ------- | ---------------- | --------- | ------------ | ------- | ---------------- |

### Склад потяга
На маршруті курсує один склад поїздів формування пасажирського вагонного депо Харків-Пасажирський. Поїзд складається з 9 сидячих пасажирських вагонів 3-го класу комфортності за повним маршрутом.

### Події
14 листопада 2016, швидкісний електропоїзд Інтерсіті «Вінниця — Харків» не відправився з Вінниці вчасно через виявлення в одному з вагонів поїзда мертвої людини. Про це повідомляє прес-служба «Укрзалізниці».